# Transposición de Fischer-Hepp
La transposición de Fischer-Hepp es una reacción orgánica en donde una N-nitrosoanilina (Una N-fenilnitrosamina) se convierte en una para-nitrosoanilina N-sustituida.
Esta reacción fue descrita por primera vez por el químico alemán Otto Philipp Fischer y por Eduard Hepp (11 de junio de 1851 - 18 de junio de 1917) en 1886, y su trascendencia radica en que el sustituyente nitroso- no es muy viable para ser introducido directamente en posición para de un anillo aromático. 
La transposición se lleva a cabo por la reacción de la nitrosamina precursora con ácido clorhídrico. El rendimiento en general es bueno en estas condiciones, pero a menudo disminuye significativamente si se utiliza un ácido diferente. El mecanismo de reacción exacto es desconocido, pero hay evidencia que sugiere una reacción intramolecular.